# 圣玛丽 (阿登省)
圣玛丽（法語：Sainte-Marie，法語發音：[sɛ̃t maʁi] ⓘ）是法国阿登省的一个市镇，属于武济耶区。

## 地理
圣玛丽（49°22'20"N, 4°40'3"E）面积5.57 平方千米，位于法国大東部大區阿登省，该省份为法国北部内陆省份，西接埃纳省，南至马恩省，东临默兹省，北与比利时接壤。
与圣玛丽接壤的市镇（或旧市镇、城区）包括：布尔克、孔特勒沃、埃纳河畔萨维尼、叙尼、武济耶。

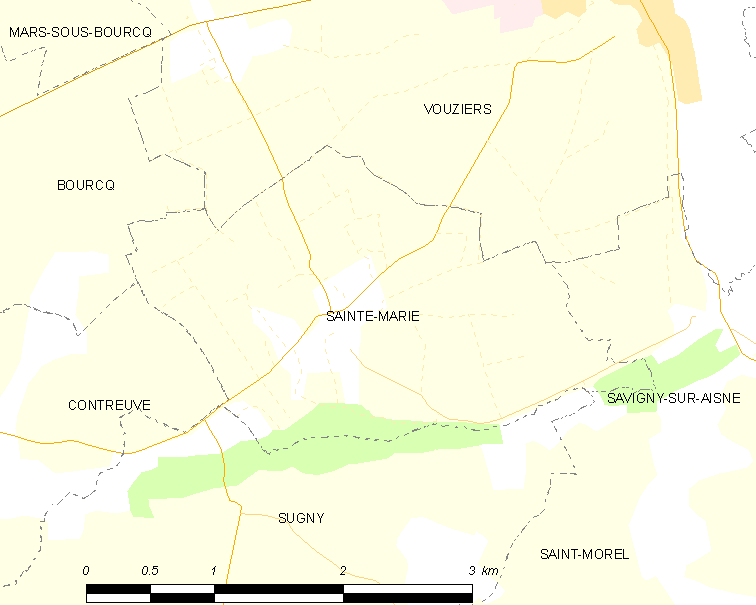
的OSM定位图

圣玛丽的时区为UTC+01:00、UTC+02:00（夏令时）。

## 行政
圣玛丽的邮政编码为08400，INSEE市镇编码为08390。

## 政治
圣玛丽所属的省级选区为阿蒂尼县。

## 人口

1962-2008年间人口变化图示

圣玛丽于2022年1月1日时的人口数量为78人。